# Таджиев, Парпи
Парпи Таджиев (узб. Парпи Тожиев; 1921(24) г. — 23.11.1990 г.) — знатный хлопкороб, председатель колхоза «Москва» Регарского района Таджикистана, Герой Социалистического Труда.

## Биография
Родился в 1924 году в Алтыарыке Ферганской области Узбекистана. В конце 20-х годов семья переселилась в Регарский район Таджикской ССР.
Сразу после начала Великой Отечественной войны обратился в военкомат с просьбой направить его добровольцем на фронт. Однако, из-за юного возраста — ему было 17 лет — получил отказ. Не желая оставаться в тылу, исправил год рождения в документах, изменив 1924 на 1921, и 15 декабря 1941 года был зачислен в состав 3 гвардейского кавалерийского корпуса. Боевое крещение принял во время Курско-Обоянской операции. Впоследствии воевал под Сталинградом, в Беларуси и в Прибалтике. 28 декабря 1943 года гвардии рядовой П. Таджиев был награждён медалью «За отвагу». В 1944 году получил тяжёлое ранение, в результате которого потерял правый глаз. После госпиталя был комиссован.
Вернулся в Таджикистан, где был направлен в колхоз «Москва» Регарского района, в котором его избрали председателем. 17 января 1957 года за выдающиеся достижения в области хлопководства и рекордный урожай 1956 года П. Таджиев был удостоен звания Героя Социалистического Труда с вручением Золотой Звезды и Ордена Ленина.
Ещё более двадцати лет работал на ответственных партийно-хозяйственных должностях, однако, последствия тяжелого фронтового ранения вынудили уйти на пенсию. Был персональным пенсионером союзного значения. 
П. Таджиев скончался 23 ноября 1990 года после тяжелой болезни.

## Награды и звания
- Герой Социалистического Труда
- Орден Ленина
- Орден Отечественной войны 1 степени
- Два ордена «Знак Почёта»
- Медаль «За отвагу»
- Две Золотых и две Серебряных медали ВДНХ
- другие медали и знаки отличия.

## Память
В честь П. Таджиева названа улица в городе Турсунзаде (бывший Регар).